# Мухаммад ібн Алі ібн аль-Лейс
Мухаммад ібн Алі ібн аль-Лейс — емір держави Саффаридів у 910—911 роках.
Син Алі ібн аль-Лейса. На початку 910 року брат Мухаммеда, емір аль-Лейс у війні проти Себук-ері, валі Фарсу, після декількох битв зазнав поразки й потрапив у полон. В цей час Мухаммад залишився в столиці Заранзі. Звістка про поразку брата досягла Заранга на початку вересня, після чого Мухаммада проголосили еміром. Щоб зміцнити свою владу, він ув'язнив іншого брата аль-Муаддала, якому вдалося уникнути полону Себук-ері та повернувся до Сістану.
Невдовзі після цього стикнувся з саманідським правителем Ахмадом, який отримав халіфський диплом на управління Сістаном, намагаючись раз і назавжди зламати владу Саффарідів. У відповідь на те, що Ахмад Самані нарощував свої сили в Гераті, Мухаммад сам зібрав армію. Через фінансові обмеження значна частина армії складалася з селян. Він вирушив на північ до кордону та мав кілька незначних сутичок із Саманідами в березні 911 року. Однак зрештою він був розбитий, і селянський контингент втік, що змусило його відмовитися від походу.
У цей момент Мухаммад був переконаний своїми радниками, що йому потрібна підтримка аль-Муаддала, який все ще перебував у в'язниці. Після звільнення аль-Муаддал захопив Заранг, а Мухаммад втік до Бусту. Тут почалося повстання через надмірне оподаткування владою Саффарідів. Його очолив Ібрагім ібн Юсуф аль-Аріф, який заявив про свою вірність Саманідам. Армія Саффарідів мала труднощі з придушенням повстання, доки Ібрагім раптово не зник у битві, дозволивши Саффарідам повернути собі контроль над Бустом.
Невдовзі після цього Мухаммед увійшов до Буста, але сам застосував жорстокі методи репресій у відчайдушній спробі зібрати гроші. В результаті мешканці Буста вороже налаштувалися до Мухаммада, і коли Ахмад Самані прибув до міста, вони допомогли йому захопити його. Мухаммад утік, але невдовзі був схоплений і повернутий до Буста. На прохання халіфа Джафара аль-Муктадіра Ахмад відправив Мухаммеда до Багдада. Його полон, разом зі здачею аль-Муаддала іншій армії Саманідів, дозволив Саманідам захопити Сістан.